# Млин Германа Нібура (Запоріжжя)
Млин Германа Нібура — пам'ятка архітектури і містобудування місцевого значення (охоронний номер 3402 від 11.07.1989). Внесений до Державного реєстру нерухомих пам'яток України (охоронний номер 5009-Зп від 26.10.2021) та є однією з візитівок Запоріжжя.
Розташований за адресою: м. Запоріжжя, вул. Сергія Серікова, 30.

## Історія
Млин був збудований фірмою «Феляуер» упродовж 1893—1895 років на замовлення підприємця Германа Нібура та мав найсучасніше на той час устаткування, частково доставлене з Німеччини та Швейцарії: парову машину «Компауд», вальцеві станки заводу Вегмана, динамомашину заводу «Гарбе, Ламайєр і Ко», оброблювальні верстати та газогенератор. Млин, який був найбільший у тогочасній Європі, обслуговували 25 робітників.
У 1907 році його успадкував Якоб Нібур.
Після встановлення радянської влади млин був націоналізований, працював за призначенням.
На даний час належить  підприємству «Запоріжжя-Млин».
14.10.2022 року отримав незначні пошкодження внаслідок російського обстрілу Запоріжжя.

## Архітектура
Млин є п'ятиповерховою прямокутною цегляною спорудою, виконаною за змішаною конструктивною схемою з елементами «югендстилю».
Збудований із залізобетонними консольними колонами та залізобетонними балками перекриття.
Композиція головного фасаду спланована симетрично, із параболічними віконними отворами. Горизонтальне розділення фасадів підкреслено профільованими тягами із цегли.
З плином часу первісний вигляд будівлі був порушений через прибудови та реконструкції.

## Цікаві факти
З 2015 року у приміщеннях будівлі працює креативна платформа «Млин», яка є культурним майданчиком, де проводяться лекції, майстер-класи, художні вечори та гаражні вечірки.